# Veles (kommun)
Veles (tidigare Titov Veles) är en kommun i Nordmakedonien. Den ligger i den centrala delen av landet, 50 kilometer sydost om huvudstaden Skopje. Arean är 427 kvadratkilometer.